# Kulbus
Kulbus é um dos sete distritos do estado de Darfur Ocidental, no Sudão.